# Paulding County (Georgia)
Das Paulding County ist ein County im Bundesstaat Georgia der Vereinigten Staaten. Der Verwaltungssitz (County Seat) ist Dallas.

## Geographie
Das County liegt im Nordwesten von Georgia, ist im Westen etwa 40 km von Alabama und  hat eine Fläche von 816 Quadratkilometern, wovon vier Quadratkilometer Wasserfläche sind, und grenzt im Uhrzeigersinn an folgende Countys: Cobb County, Douglas County, Carroll County, Haralson County, Polk County und Bartow County.
Das County ist Teil der Metropolregion Atlanta.

## Geschichte
Paulding County wurde am 3. Dezember 1832 als 87. County in Georgia aus Teilen des Cherokee County gebildet. Benannt wurde es nach John Paulding, einem verdienten Soldaten im Revolutionskrieg.

## Demografische Daten

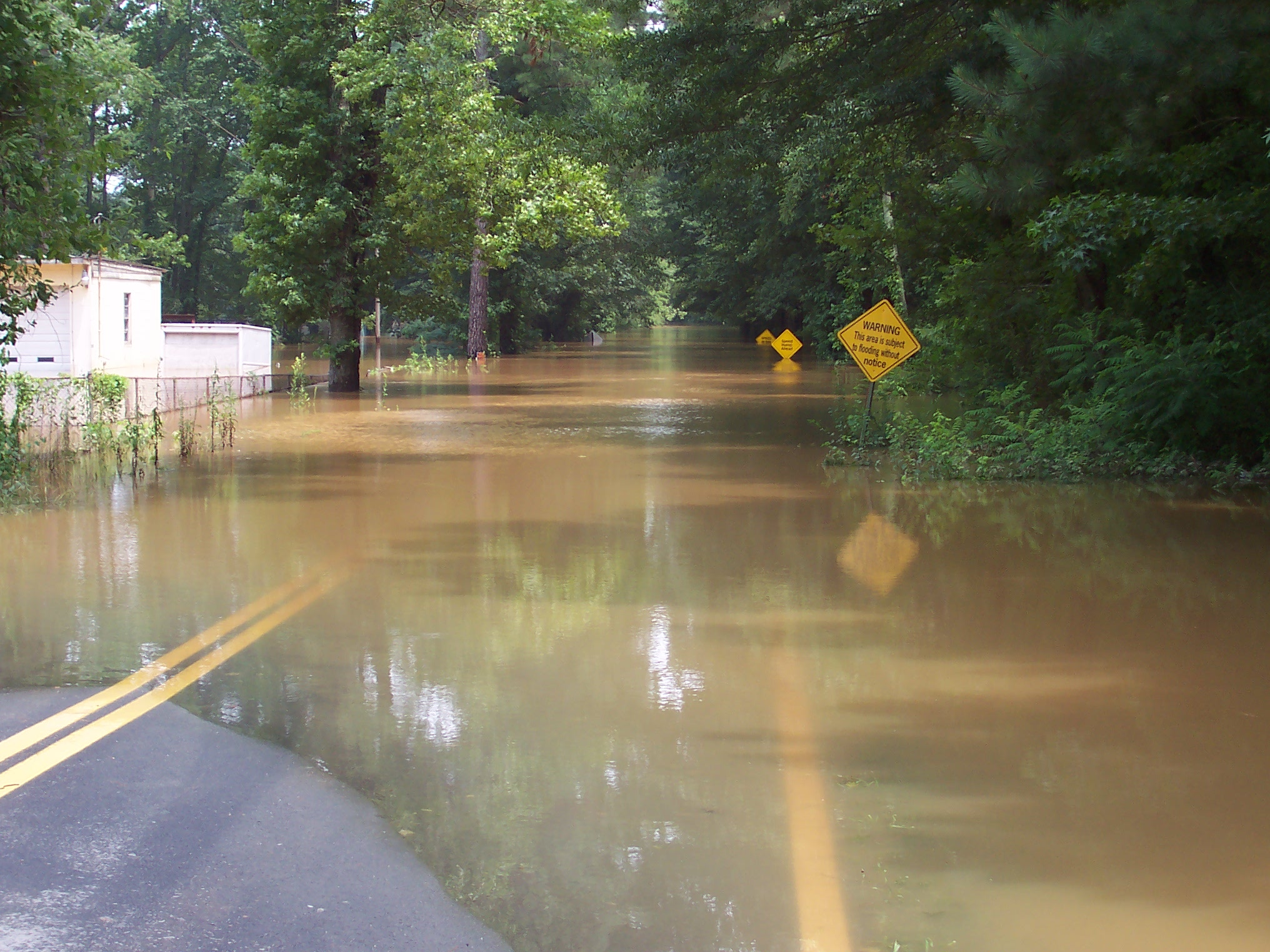
Flut durch den Sweetwater Creek, 2005

Laut der Volkszählung von 2010 verteilten sich die damaligen 142.324 Einwohner auf 48.105	bewohnte Haushalte, was einen Schnitt von 2,94 Personen pro Haushalt ergibt. Insgesamt bestehen 52.130 Haushalte.
79,2 % der Haushalte waren Familienhaushalte (bestehend aus verheirateten Paaren mit oder ohne Nachkommen bzw. einem Elternteil mit Nachkomme) mit einer durchschnittlichen Größe von 3,30 Personen. In 47,7 % aller Haushalte lebten Kinder unter 18 Jahren sowie in 15,8 % aller Haushalte Personen mit mindestens 65 Jahren.
32,9 % der Bevölkerung waren jünger als 20 Jahre, 27,8 % waren 20 bis 39 Jahre alt, 28,0 % waren 40 bis 59 Jahre alt und 11,3 % waren mindestens 60 Jahre alt. Das mittlere Alter betrug 34 Jahre. 48,9 % der Bevölkerung waren männlich und 51,1 % weiblich.
77,7 % der Bevölkerung bezeichneten sich als Weiße, 17,1 % als Afroamerikaner, 0,3 % als Indianer und 0,9 % als Asian Americans. 1,7 % gaben die Angehörigkeit zu einer anderen Ethnie und 2,3 % zu mehreren Ethnien an. 5,1 % der Bevölkerung bestand aus Hispanics oder Latinos.
Das durchschnittliche Jahreseinkommen pro Haushalt lag bei 60.971 USD, dabei lebten 10,7 % der Bevölkerung unter der Armutsgrenze.

## Orte im Paulding County
Orte im Paulding County mit Einwohnerzahlen der Volkszählung von 2010:
Cities:
- Braswell – 379 Einwohner
- Dallas (County Seat) – 11.544 Einwohner
- Hiram – 3.546 Einwohner